# 里氏阿克塞脂鯉
里氏阿克塞脂鯉，中文俗名露比燈、血红露比灯，為輻鰭魚綱脂鯉目脂鯉亞目脂鯉科的其中一個種。分布於南美洲梅塔河上游流域，一般體長可達1.5-2.1公分，最大紀錄可達3~3.5公分，棲息在底中層水域，生活習性不明，可作為觀賞魚。